# Narcetes wonderi
Narcetes wonderi är en fiskart som beskrevs av Herre, 1935. Narcetes wonderi ingår i släktet Narcetes och familjen Alepocephalidae. Inga underarter finns listade i Catalogue of Life.